# Charlotte Hatherley
Charlotte Hatherley (Londra, 20 giugno 1979) è una cantautrice e chitarrista britannica.

## Biografia
Nata a Londra, è figlia dell'attrice britannica Patricia Franklin e del drammaturgo australiano Frank Hatherley. Ha iniziato la propria carriera musicale all'età di 16 anni, quando è entrata a far parte del gruppo rock Nightnurse.
Nel 1997 è diventata membro degli Ash come chitarrista. Ha fatto parte di questo gruppo fino al gennaio 2006 e poi nel 2011 per una reunion live.
Nell'agosto 2004 ha pubblicato il suo primo album da solista: si tratta di Grey Will Fade, registrato a Los Angeles e prodotto da Eric Drew Feldman.
Il suo secondo disco solista The Deep Blue è uscito nel marzo 2007 ed è stato registrato in Italia, a Senigallia.
Nell'ottobre 2009 ha pubblicato New Worlds.

## Discografia

### Solista
Album
- 2004 - Grey Will Fade
- 2007 - The Deep Blue
- 2009 - New Worlds

### Con gli Ash
Album studio
- 1998 - Nu-Clear Sounds
- 2001 - Free All Angels
- 2005 - Meltdown